# Roy Phillippe
Roy Taylor Phillippe (Cleveland (Ohio), 27 februari 1950) is een Amerikaans componist.

## Levensloop
Phillippe studeerde aan de Kent State University in Kent (Ohio) en behaalde aldaar zijn Bachelor of Music. Verder studeerde hij privé compositie, arrangeren en orkestratie bij Phil Rizzo, toen directeur voor theorie van het Stan Kenton Jazz Orchestra in Residence programma.
Al spoedig na het behalen van zijn diploma vertrok hij naar Los Angeles waar hij werkte als arrangeur voor films, televisie, concerten, opnamestudio's en muziekuitgeverijen. Tot zijn cliënten behoorden Count Basie, L.A. Express, het Everett (WA) Symphony Orchestra, de Jim Widner Big Band en het Young Musician’s Foundation Debut Orchestra. 
Hij is lid van de American Society of Composers, Authors and Publishers (ASCAP) en van de American Federation of Musicians.

## Composities

### Werken voor orkest
- Kinda Classical, voor strijkorkest
- Tip Top, voor strijkorkest

### Werken voor harmonieorkest
- I Heard the Bells on Christmas Day
- The Gladiators
- The West Wing
- Why do fools fall in love

### Werken voor jazz-ensemble
- Dos Gatos Bailando (Two Cats Dancing)
- El Gate Gordo (The Fat Cat)
- Embraceable you
- Go Tell It On The Mountain
- Green Onions
- "Li'l Darlin'"
- Old time Rock and Roll
- Splanky
- The Creeper
- Two and 1/2 men

## Publicaties
- Case History of a Film Score: The Thorn Birds. By Henry Mancini, edited by Roy Phillippe. Warner Bros. Publications/Miami; 130 pp., with CD, Photographs. ISBN 0-7579-2266-X ISBN 978-0-7579-2266-4